# Tirgo
Tirgo is een gemeente in de Spaanse provincie en regio La Rioja met een oppervlakte van 9,14 km². Tirgo telt 201 inwoners (1 januari 2016).

## Demografische ontwikkeling
Bron: INE, 1857-2011: volkstellingen